# Albizia julibrissin
Albizia julibrissin, cunoscut și sub numele de arborele de mătase este o specie de arbore din familia Fabaceae, originară din sud-vestul Asiei și Asia de Est.
Genul este numit după nobilul italian Filippo degli Albizzi, care l-a introdus în Europa la mijlocul secolului al XVIII-lea. Uneori este scris greșit Albizzia. Epitetul specific julibrissin este o corupție a cuvântului persan gul-i abrisham (گل ابریشم), care înseamnă „floare de mătase” (din gul گل „floare” + abrisham ابریشم „mătase”).
Albizia julibrissin a fost descrisă de Antonio Durazzini. John Gilbert Baker a folosit același nume științific pentru a se referi la Albizia kalkora a lui Prain, Mimosa kalkora a lui William Roxburgh.

## Nume

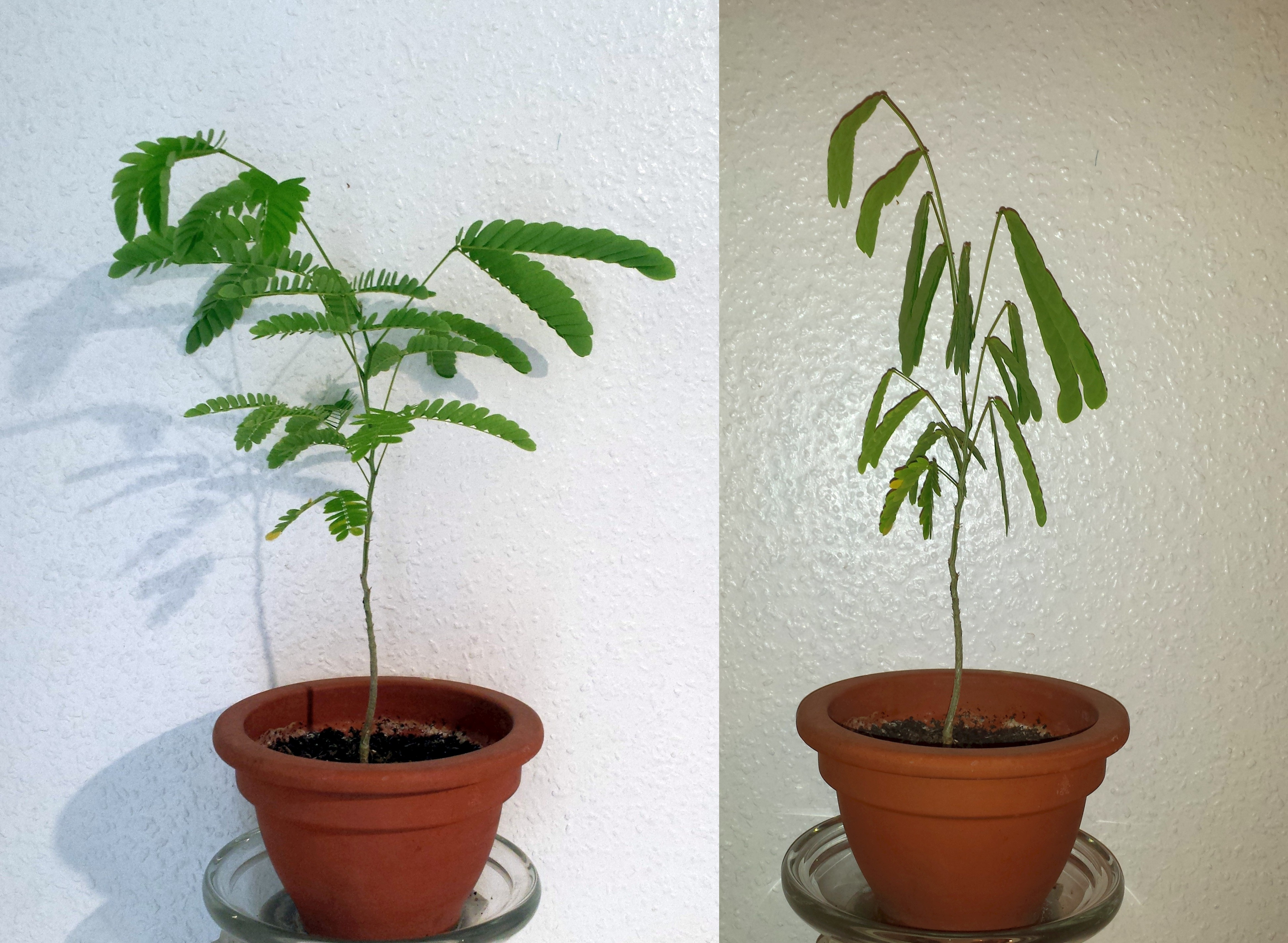
Copac adormit zi și noapte

Frunzele sale se închid încet în timpul nopții și în perioadele de ploaie, foliolele aplecându-se în jos; astfel, numele său persan modern shabkhosb ( شب‌خسب) înseamnă „cel care doarme noaptea”. Această tendință explică și numele comun în limba mandarină hehuan (合欢), care înseamnă „fericire împreună” și simbolizează un cuplu fericit în pat. În Japonia, denumirile sale comune sunt nemunoki (ネムノキ), nemurinoki și nenenoki, care înseamnă toate „arborele care doarme”. Arborele Nemu este o traducere parțială a nemunoki.

## Descriere

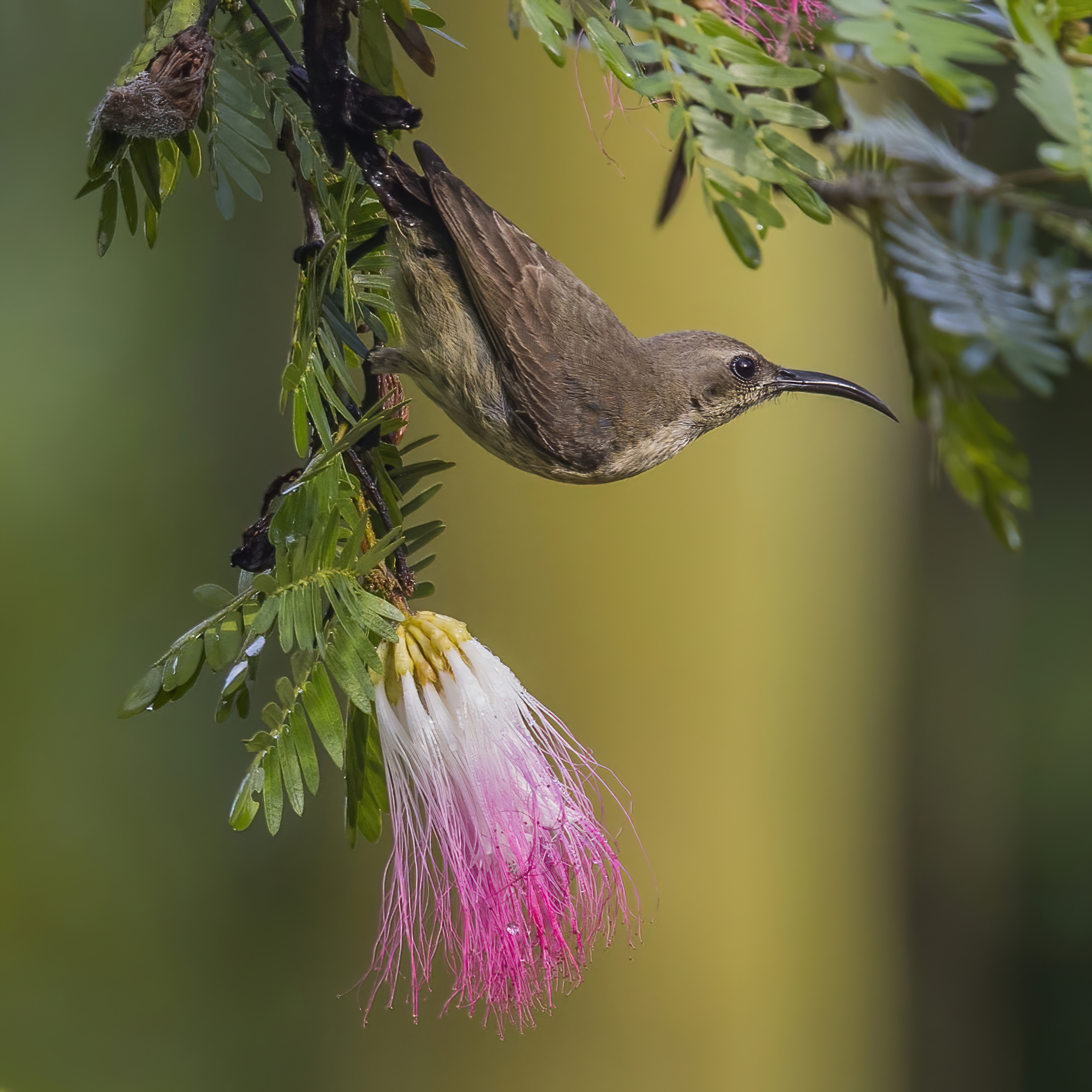
Cinnyris cupreus și floare

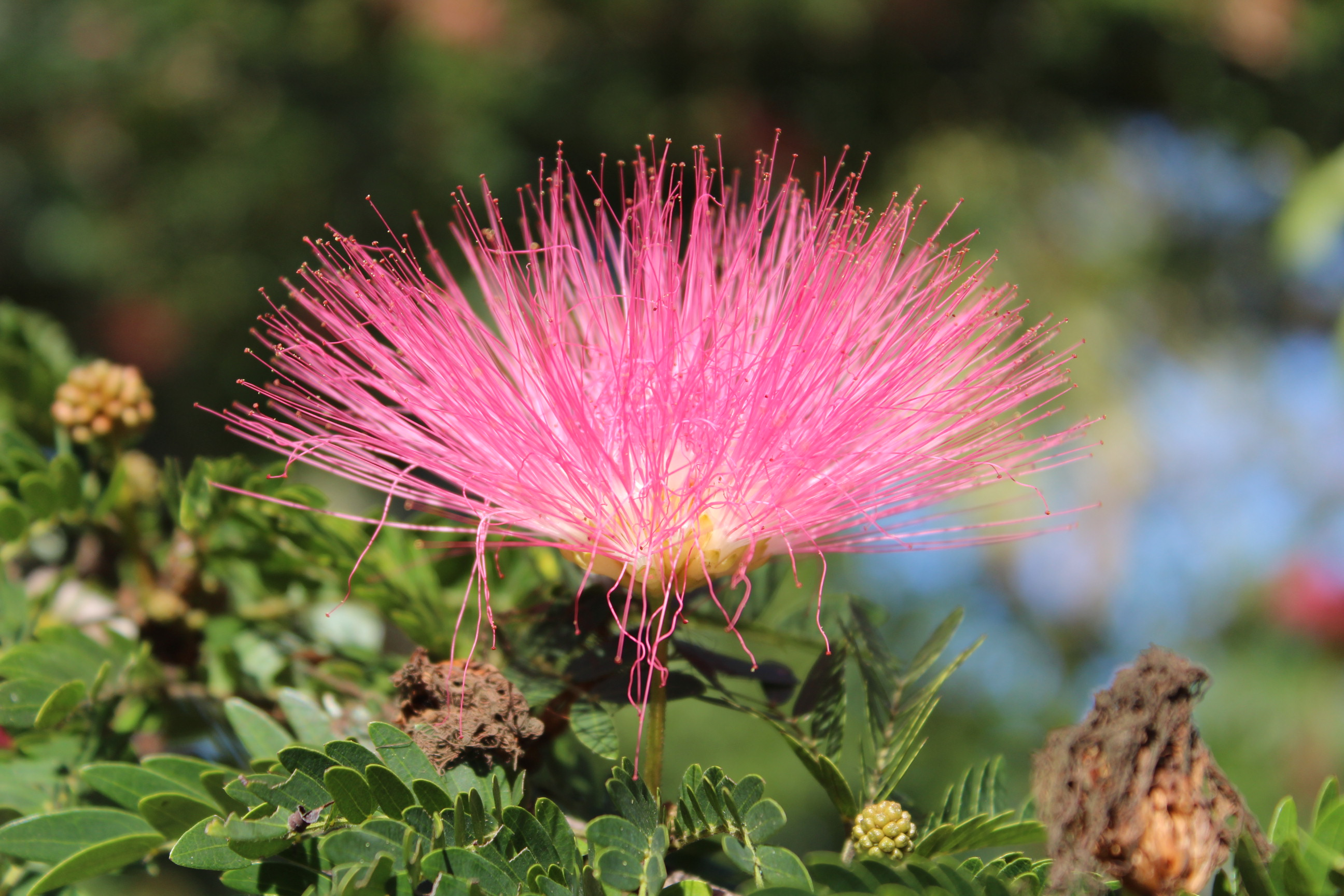
Floare de Albizia julibrissin

Albizia julibrissin este un copac mic foios, cu o coroană largă de ramuri plane sau arcuite, care crește în înalțime până la 5–16 metri (16–52 ft). Scoarța sa este de culoare gri-verzui închis, devenind dungată vertical odată cu înaintarea în vârstă. Frunzele sale sunt mari și asemănătoare frondelor: sunt bipenate, împărțite în 6–12 perechi de penați, fiecare cu 20–30 de perechi de foliole. Pliantele individuale sunt alungite, 1–1,5 centimetre (0,4–0,6 in) lungime și 2–4 centimetre (0,8–1,6 in) lațime. Frunzele adevărate sunt 20–45 centimetre (8–18 in) lungime și 12–25 centimetre (5–10 in) lațime.

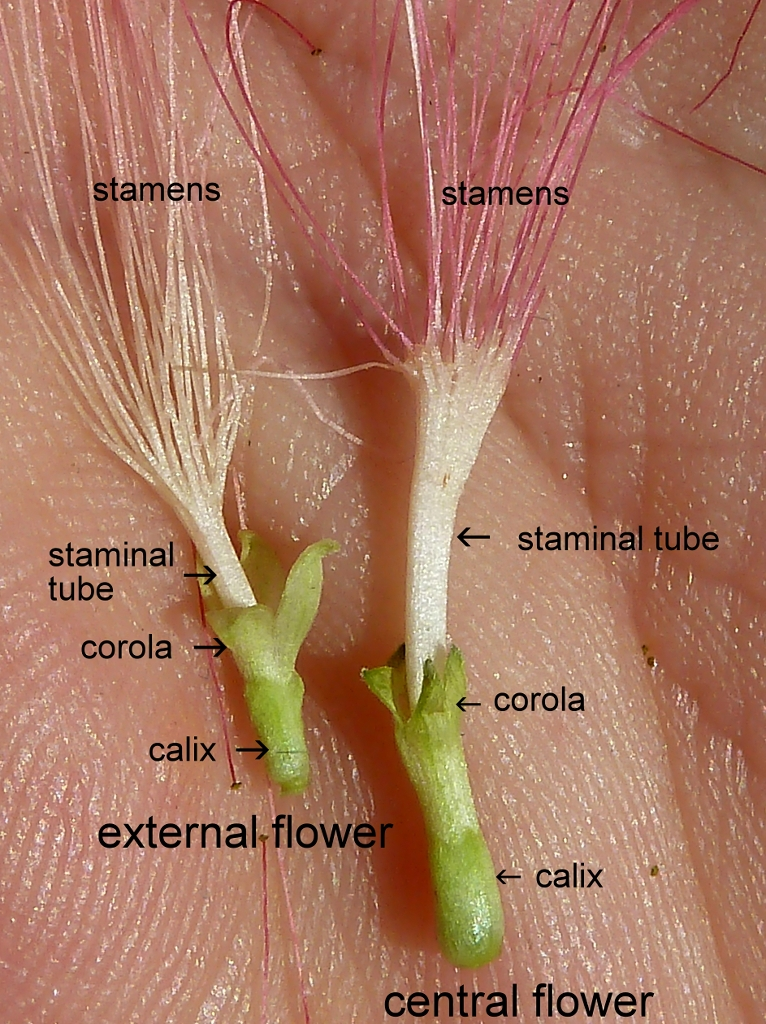
Flori, părți

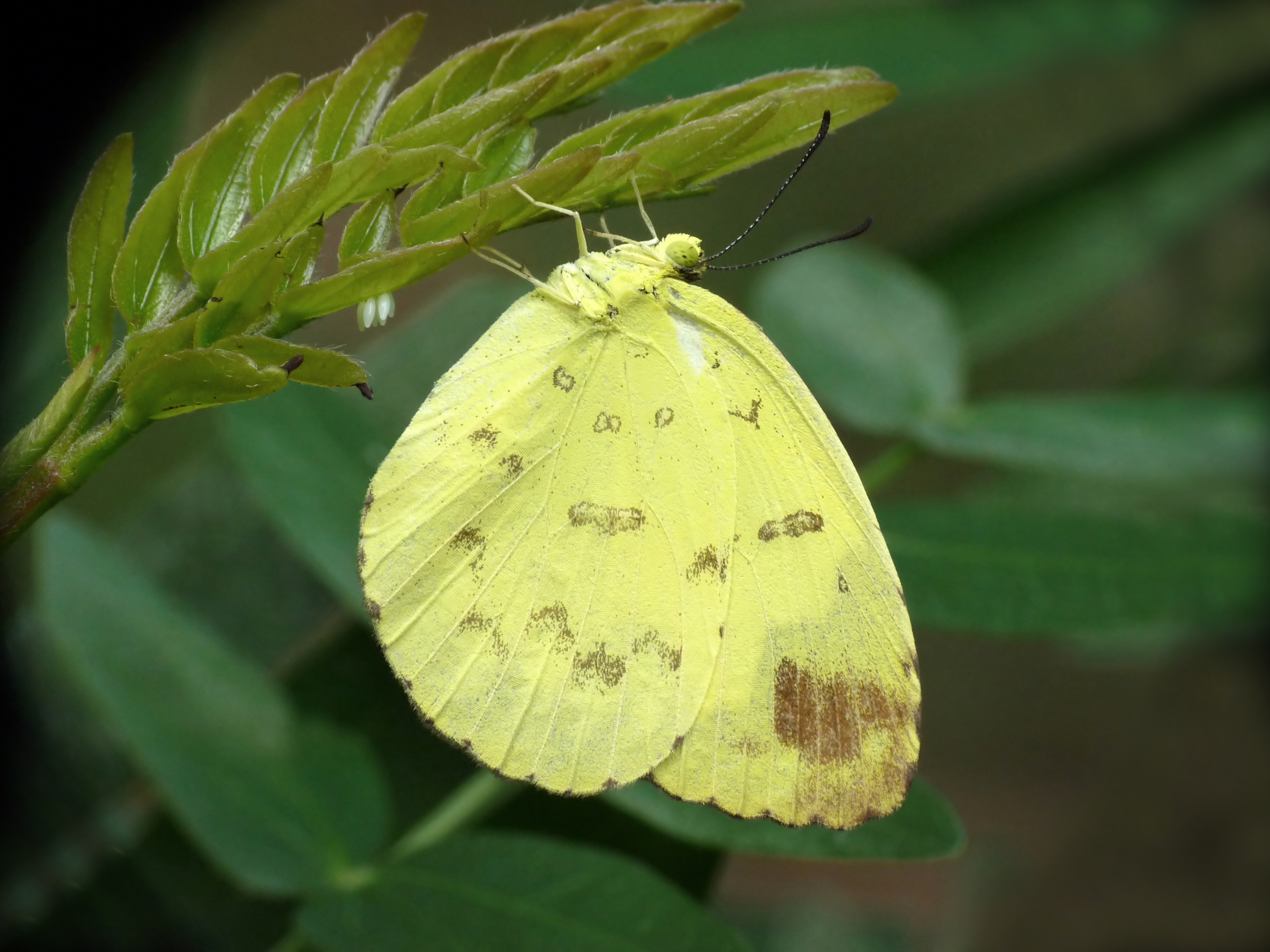
Eurema blanda depunând ouă pe A. julibrissin

Florile înfloresc pe tot parcursul verii în inflorescențe dense, care seamănă cu o explozie stelară de fire mătăsoase roz. Florile adevărate au sepala și petala mici (cu excepția celor centrale), cu un grup strâns de stamine proeminente, având 2-3 cm lungime, fiind albe sau roz cu o bază albă. S-a observat că atrag albinele, fluturii și păsările colibri. Fructul său este o păstaie maro, plată, de 10–20 centimetre (4–8 in) lungime și 2–2,5 centimetre (0,8–1,0 in) lățime, conținând mai multe semințe în interior.
Există două soiuri:
- Albizia julibrissin var. julibrissin – soiul tipic, descris mai sus
- Albizia julibrissin var. mollis – diferă prin faptul că lăstarii sunt păroși dens

## Habitat, cultivare și utilizări
Habitatele originale ale arborelui includ regiuni din Iran (Persia) și Republica Azerbaidjan până în China și Coreea.
A. julibrissin este plantată pe scară largă ca plantă ornamentală în parcuri și grădini, cultivată pentru textura fină a frunzelor, flori și coronamentul orizontal atractiv. Alte atribute pozitive sunt o rată de creștere rapidă, cerințele scăzute de apă și capacitatea de a prospera plantat în plin soare în climatele fierbinți de vară. Este plantat frecvent în zone semi-aride precum Valea Centrală a Californiei, Texasul central și Oklahoma. Deși este capabil să supraviețuiască secetei, creșterea va fi oprită, iar copacul tinde să arate bolnăvicios. Ca atare, ar trebui făcute udari rare, profunde în timpul verii, de care vor beneficia creșterea și înflorirea.
Coroana largă a unui copac matur îl face util pentru a oferi umbră difuză. Culoarea florilor variază de la alb în A. julibrissin f. alba, la flori cu vârfuri roșii bogate. Se raportează și varietăți cu flori crem sau galben pal. Exista și alte soiuri, precum: „Summer Chocolate” cu un frunziș roșu care îmbătrânește până la bronz închis, cu flori roz pal; „Ishii Weeping” (sau „Pendula”) are un obicei de creștere pendulant.

### A. julibrissinf.rosea
Există și o formă, A. julibrissin f. rosea (arbore de mătase roz) care, în trecut, a fost clasificat fie ca varietate, fie ca soi. Acesta este un copac mai mic, care crește doar până la 5–7 metri (16–23 ft) înalțime, cu florile mereu roz. Originară din nord-estul zonei speciilor din Coreea și China de Nord, este mai tolerantă la frig decât forma tipică, supraviețuind temperaturilor până la cel puțin −25 °C (−13 °F). Soiul selectat A. julibrissin „Ernest Wilson” (cunoscut și ca „E.H. Wilson” sau „Rosea”) este un copac tolerant la frig, cu culoarea florii roz intens. În Japonia, A. julibrissin f. rosea este adesea folosită pentru bonsai netradiționali. Numele nemunoki* (ねむの木, Kanji :合歓木) și variantele sale sunt un kigo reprezentând vara în haiku, în special o seară somnolentă de vară.
A. julibrissin f. rosea a câștigat Premiul pentru meritul grădinii al Societății Regale de Horticultura; la fel și soiul „Summer Chocolate”.

### Alte utilizări
Lemnul de arbore de mătase poate fi folosit pentru construcția de mobilă. Se pare că este, de asemenea, psihoactiv, florile fiind folosite pentru a face ceaiuri. În medicina chineză este considerat un antidepresiv.